# Nottingham Island
Nottingham Island (Inuktitut: Tujjaat) ist eine arktische Insel in Nunavut, Kanada. Sie liegt am Übergang der Hudson Bay zur Hudsonstraße. 
Ihre Landfläche beträgt 1372 km².
Die höchste Erhebung der Insel erreicht eine Höhe von 412 m. 
Nottingham Island ist 49 km lang und 35 km breit.
Entdeckt und benannt nach der englischen Stadt Nottingham wurde die Insel 1610 durch den englischen Seefahrer Henry Hudson. 
Während der kanadischen Arktisexpedition von 1884 bis 1886, die unter der Leitung von Andrew Robertson Gordon (1851–1893) stand, gab es in Port de Boucherville im Südosten der Insel eine auch im Winter besetzte Wetterstation, deren Personal besonders die Eisverhältnisse in der Hudsonstraße beobachten sollte.
1927 folgte ein Flugfeld. 
1970 verließen die letzten Inuit die Insel und siedelten sich in den größeren Siedlungen der Baffininsel, vor allem in Cape Dorset (dem heutigen Kinngait), an.
Nottingham Island ist bekannt für seine Walross-Kolonien. Das vor der Nordwestspitze Nottingham Islands liegende Fraser Island wird von BirdLife International als Important Bird Area (NU024) ausgewiesen.